# Телугская Википедия
Телугская Википедия (телугу తెలుగు వికీపీడియా) — раздел Википедии на языке телугу, втором по числу носителей среди языков Индии.
Телугская Википедия — первый раздел Википедии на языке Южной Азии, перешагнувший рубеж в 10 000 статей. 12 декабря 2006 года количество статей в телугском разделе превысило 25 000.
По состоянию на 31 мая 2025 года Википедия на языке телугу содержит 113 204 статей и находится на 71 месте среди всех языковых разделов.